# Нежино
Не́жино — село в Надеждинском районе Приморского края, входит в Раздольненское сельское поселение.
Расположено на речке Нежинка (правый приток реки Раздольная), недалеко от её устья.
Через село проходит федеральная автомобильная трасса А189 Раздольное — Хасан и железнодорожная ветка Уссурийск — Хасан. Расстояние по дороге до райцентра, села Вольно-Надеждинское, составляет 41 км, до Владивостока — около 78 км.

## История
Основано в 1885 году переселенцами из Черниговской губернии и названо в честь уездного города Нежин. Ходокам место понравилось: склон возвышенности в низовьях речки Сандуги, плавно переходящих в долину Суйфуна.
Среди первых жителей фигурирует фамилия Ефима Лепеи, прибывшего с семьёй в 1885 году пароходом «Россия». 
В 1894 году добрался до Нежина землемер Переселенческого управления, нарезав сельскому обществу 3619 десятин удобной и 381 десятину неудобной земли – участки из расчёта на 36 семей. 
40 семей переселенцев в 1903 году ощутили явный недостаток земельных угодий.
По данным, собранным чиновником Переселенческого управления И.В. Данильченко, в 1902 году в Нежино проживало 62 семьи – 85 мужчин и 43 женщины.  В хозяйстве у крестьян имелись 26 телег и 29 саней,  9 плугов, 15 сох и 22 бороны. Общая численность крупного рогатого скота – 124 головы плюс 64 лошади. Рядом с Нежино соседствовали 54 корейские фанзы.
В 1909 году открылась одноклассная школа. По справочнику 1910 года, среди учащихся числилось 31 мальчик и 19 девочек. Церкви в деревне не было, но при школе имелась часовня с алтарём. 
На 1912 год в Нежино насчитывалось 47 дворов, где проживало 277 человек.
Позже была образована Нежинская область, существовавшая до 1926 года (нынешний Черниговский район).

## Население
| 1900 | 1912 | 1915 | 2002 | 2004 | 2005 | 2008 |
| ---- | ---- | ---- | ---- | ---- | ---- | ---- |
| 72   | ↗246 | ↗516 | ↘506 | ↗511 | →511 | ↘484 |
| 2010 |      |      |      |      |      |      |
| ↘435 |      |      |      |      |      |      |